# Râul Crișul Poienii
Râul Crișul Poienii este unul din cele două brațe care formează râul Crișul Negru. 

## Hărți
- Harta munții Bihor-Vlădeasa  Arhivat în 9 iunie 2008, la Wayback Machine.
- Harta munții Apuseni